# French Open 2019/Quaddoppel
Das Quaddoppel (Rollstuhl) der French Open 2019 war Teil der Rollstuhltenniswettbewerbe in Paris vom 6. bis zum 8. Juni.
Es war die erste Austragung dieses Wettbewerbs bei den French Open.

## Hauptrunde
Zeichenerklärung
- Q = Qualifikant
- WC = Wildcard
- LL = Lucky Loser
- ITF = qualifiziert über ITF-Ranking
- ALT = alternate (Ersatz)
- PR = Protected Ranking
- SE = Special Exempt
- r = retired (Aufgabe)
- d = Disqualifikation
- w.o. = walkover
- [ ] = Match-Tie-Break

|  | Finale |                           |   |   |  |
|  |        |                           |   |   |  |
|  |        | Dylan Alcott David Wagner | 6 | 6 |  |
|  |        | Ymanitu Silva Kōji Sugeno | 3 | 3 |  |
|  |        |                           |   |   |  |